# 장 프루아사르
장 프루아사르(프랑스어: Jean Froissart, 중세 프랑스어: Jehan, 1337년경~1405년경)는 프랑스어를 사용한 저지대 국가 출신의 연대기 작가겸 궁정 역사가이다. 몇 편의 연대기와 전기소설을 남겼다. 백년전쟁 전반을 기록한 《프루아사르 연대기》와 아서왕의 전설을 소재로 한 장시(長詩) 《멜리아도르》를 저술하였다.

## 생애
장 프루아사르의 생애에 대해선 그리 알려진 바가 없다. 몇 가지 단편적인 기록들에서 그의 생을 확인할 수 있을 뿐이고 후대의 기록 가운데 상당수는 진위가 불분명한 일화들이 많다. 신성 로마 제국의 일원이었던 에노 백국의 발랑시엔 출신으로 당대 유럽의 여러 명사들과 두루 친분이 있었다.
1361년에서 1362년 사이 24세가 되던 무렵 프루아사르는 자신과 동향 출신이었던 에드워드 3세의 왕비 에노의 필리파의 가신이 되었다. 그는 필리파가 사망한 1369년까지 왕비의 가신으로 종사하였으며 그 동안 궁정 시인 겸 전기 작가의 역할을 맡았다. 현존하는 잉글랜드 궁정의 기록에는 프루아사르가 공식적인 궁정 시인이었던 적이 없기 때문에 그의 작업은 아마도 왕비 개인을 위해 헌정된 것이었을 것이다.
프루아사르는 잉글랜드군을 쫓아 프랑스, 플랑드르, 잉글랜드, 웨일스, 스코틀랜드, 스페인 등 많은 전장을 돌아다녔다. 필리파 왕비가 사망한 뒤 프루아사르는 브라반트 공국의 공녀 조안의 후원을 받았다. 1395년 잉글랜드로 돌아갔으나 그는 이미 기사도가 몰락했다고 느껴 몹시 실망하고 만다. 그는 백년전쟁 초기의 전투들을 기사도의 표상으로서 기록하여 4권의 《프루아사르 연대기》를 집필하였다.

## 프루아사르 연대기

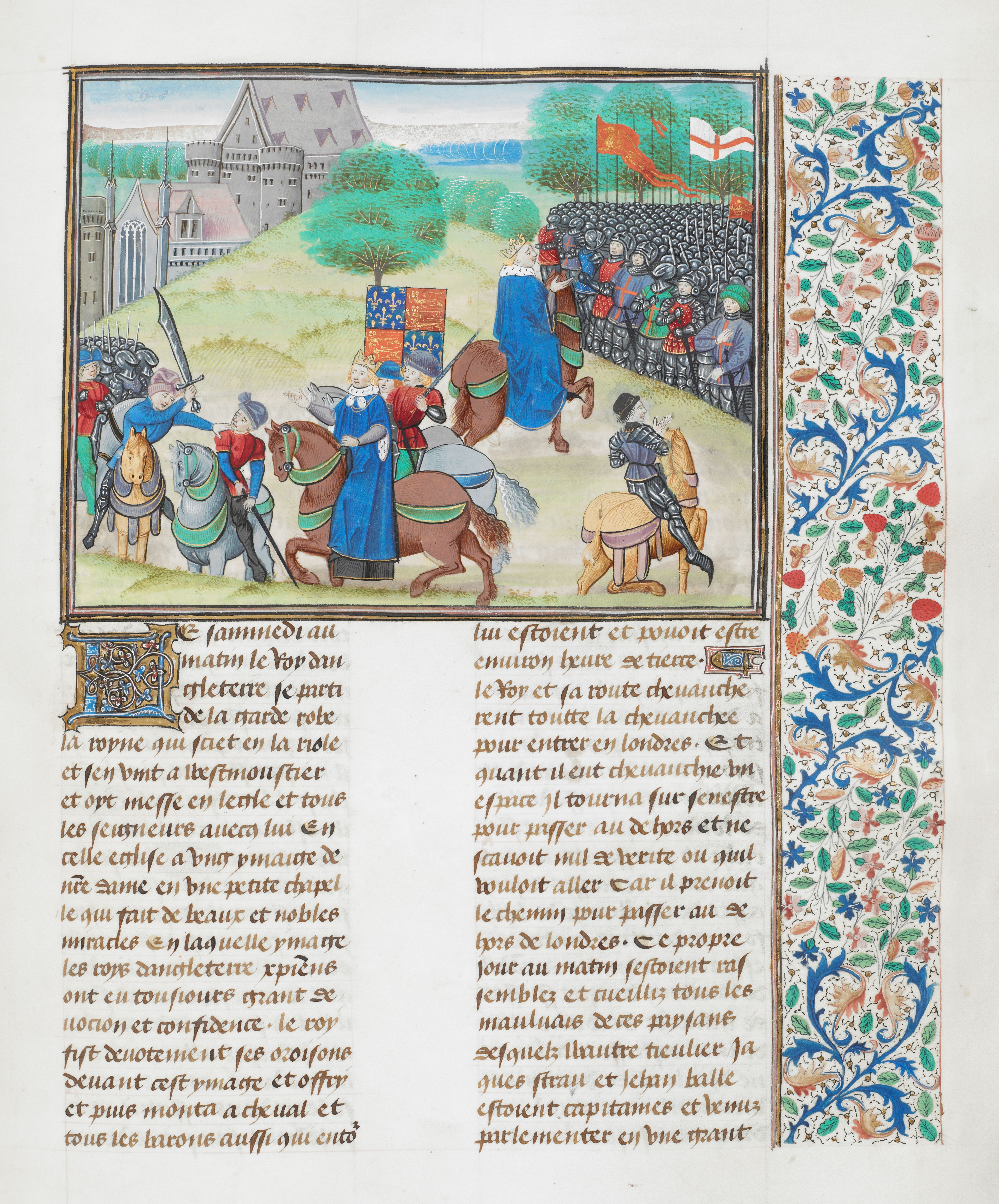
프루아사르 연대기의 한 쪽. 와트 타일러의 난을 묘사하고 있다.

《프루아사르 연대기》는 장 프루아사르의 기록을 많은 삽화와 채색 그림으로 화려하게 장식한 책이다. 1373년 1권이 완성되었고 마지막 4권이 완성된 것은 1400년이다. 푸아티에 전투를 비롯한 백년전쟁 초기의 전투 상황을 소상히 적었고 당시 참전했던 주요 인물들의 발언도 인용하였다. 뿐만아니라 당시 영국에서 있었던 여러 반란들에 대한 기록도 담고 있어 역사적 가치가 매우 높다.
《프루아사르 연대기》는 제작된 당대에 이미 유럽의 여러 귀족들로부터 인기를 끌었으며 많은 사본이 제작되었다.